# Yuncheng
Yuncheng (cinese: 运城; pinyin: Yùnchéng) è una città-prefettura della Cina nella provincia dello Shanxi.

## Suddivisioni amministrative
- Distretto di Yanhu
- Yongji
- Hejin
- Contea di Ruicheng
- Contea di Linyi
- Contea di Wanrong
- Contea di Xinjiang
- Contea di Jishan
- Contea di Wenxi
- Contea di Jiang
- Contea di Pinglu
- Contea di Yuanqu
- Contea di Xia